# Odra Krosno Odrzańskie
Odra Krosno Odrzańskie – polski klub piłkarski z siedzibą w Krośnie Odrzańskim, założony prawdopodobnie w 1947 r. początkowo jako jednosekcyjny. Ostatecznie skreślony z ewidencji 20 lutego 1967 r. Klub działał w ramach struktur Ministerstwa Bezpieczeństwa Publicznego. Latem 1950 r., WKS Odra został przejęty przez milicyjną Gwardię. W 1957 r. doszło do ponownej reaktywacji Odry i przejęcia dorobku oraz tradycji krośnieńskiej Gwardii. Gwardia została założona w 1946 r. przez funkcjonariuszy miejscowej komendy Milicji Obywatelskiej oraz Urzędu Bezpieczeństwa Publicznego.     

## Historia

### Odra Krosno Odrzańskie
Wojskowy Klub Sportowy powstał zapewne ok. roku 1947. Pierwsza znana wzmianka dotycząca Klubu Sportowego Odra Krosno Odrzańskie pochodzi z 26 września 1948 r., a opublikowana została we wrześniowym numerze Głosu Wielkopolskiego. Jak donosiła gazeta, Odra w ramach rozgrywek poznańskiej C klasy, grupie VIII, uległa Wełnie Zielona Góra 1:3. Ostatecznie w grupie głównie z zespołami zielonogórskimi: Wagmo II, Wełną, Energetyką III, Zielonymi II oraz Sulechowianką II Sulechów, Odra po rundzie jesiennej zajmowała 2 miejsce, tracąc zaledwie jeden punkt do lidera - Iskry Lubsko. Co ciekawe krośnianie legitymowali się najbardziej korzystnym bilansem bramkowym - 27:7.  
W 1949 roku piłkarze WKS Odry awansowali do B klasy. W rundzie finałowej rozbili: Kolejarz Zbąszynek 4:1, Kolejarz Lubsko 4:0 oraz Gwardię Babimost 12:1. W maju 1949 r. krośnieński zespół rozegrał wyjazdowe, towarzyskie spotkanie z Wojskowym Klubem Sportowym Kadra, przegrywając wysoko 2:9. Drużyna gości grała w składzie: Gruza (Parafiańczyk), Tuchniak, Kowalik, Orencluk, Rogowski, Kenclik, Szóstak, Płaszewski, Biały, Kowalski, Bort. Latem 1950 r. doszło do wchłonięcia Odry przez Gwardię. Zapewne miało to także związek z ówczesną reformą administracyjną, na mocy której, 6 lipca 1950 r. wydzielono z województwa poznańskiego - województwo zielonogórskie. Ostatnia wzmianka prasowa dotycząca Odry, pojawiła się w Gazecie Lubuskiej z 5 czerwca 1950 r. GL informowała, że krośnianie przegrali w meczu towarzyskim z Budowlanymi Lubsko 1:6. Nie ma Odry w terminarzu zielonogórskiej B klasy, zamieszczonym we wrześniowym wydaniu Gazety Zielonogórskiej. Zgodnie z terminarzem, Gwardia miała rozpocząć rywalizację w grupie III B klasy od meczu ze Stalą II Zielona Góra. Spotkanie zaplanowano na dzień 24 września 1950 r. w Krośnie Odrzańskim. W 1951 r. Gwardia z pierwszego miejsca awansowała do dwuetapowych baraży o wejście do klasy międzywojewódzkiej - A klasy. Po bardzo dobrym występie najpierw przeciwko trzem, a później pięciu zespołom uzyskała upragniony awans. Ponadto zdobyła drugie miejsce w rywalizacji o tytuł najbardziej zdyscyplinowanej drużyny (nagroda fair play). Zwyciężyła Unia Iłowa. W grudniu tego roku gwardziści w finale klasy powiatowej Pucharu  Wojewódzkiego Komitetu Kultury Fizycznej pokonali w Zielonej Górze rezerwy Spójni Żary 2:1 (2:1), czym zapewnili sobie przepustkę do finału, w którym czekała Stal Zielona Góra. W finale przegrali po wyrównanym meczu 2:3 (1:1). Dobre wyniki piłkarzy w latach 50. sprawiły, że gwardziści często powoływani byli do kadry reprezentacyjnej województwa zielonogórskiego. W 1955 r. otrzymali je: Książkiewicz i Hossa, a w kolejnym roku Nogaj i Mucha.        
W 1957 r. Wojskowy Klub Sportowy Odra przejął zasoby i tradycję innego krośnieńskiego klubu, założonego przez funkcjonariuszy Milicji Obywatelskiej - Gwardii, było to o tyle ułatwione, że oba stowarzyszenia funkcjonowały w strukturach Ministerstwa Bezpieczeństwa Publicznego. Niewykluczone, że odbywało się to na fali reorganizacji MBP jesienią 1956 r. i utworzenia w listopadzie tego roku Ministerstwa Spraw Wewnętrznych. Klub Sportowy Odra został zarejestrowany w Ewidencji Stowarzyszeń prowadzonej przez Wydział Spraw Wewnętrznych Prezydium Powiatowej Rady Narodowej w Krośnie Odrzańskim, w dniu 15 lutego 1957 r. (nr rej. 36). Jako siedzibę wpisano tylko Krosno Odrzańskie. Wybrano władze statutowe w osobach: Prezes Edward Roland – Gapik, pierwszy wiceprezes Roman Szołomiak, drugi wiceprezes Jan Szynal, trzeci wiceprezes Hanna Kmiecik, sekretarz Ryszard Dziurla. Niespełna dwa miesiące później, 5 kwietnia, zapewne z uwagi na zmiany organizacyjne i strukturalne w Wojskach Ochrony Pogranicza i po rozmowach z dowództwem 9 Brygady WOP, dokonano ponownego wpisu (nr rej. 57), tym razem jako Wojskowy Klub Sportowy Odra z siedzibą w Jednostce Wojskowej 3404 /9 Brygady WOP/. Formalnie biuro klubu mieściło się przy ul. Chrobrego 13 w budynku późniejszej Państwowej Szkoły Muzycznej. Przez dekadę, wiodącą dyscypliną była piłka nożna, chociaż funkcjonowały także sekcje: siatkówki, boksu, tenisa stołowego i tenisa ziemnego. Pasjonatem tej ostatniej dyscypliny był pierwszy prezes stowarzyszenia. 

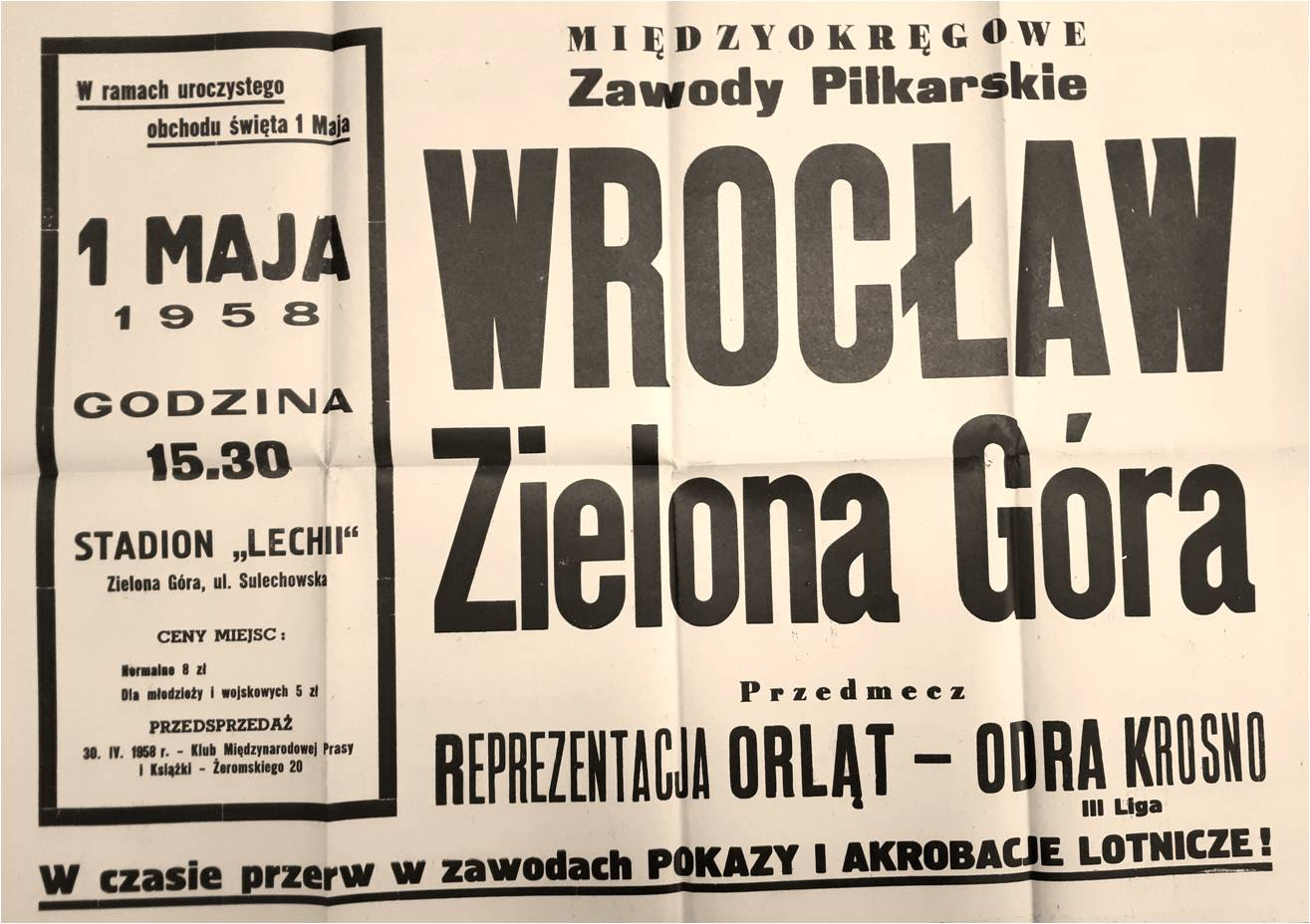
Plakat informujący o Międzyokręgowych Zawodach Piłkarskich Wrocław - Zielona Góra, które odbyły się na stadionie Lechii Zielona Góra w dniu 1 maja 1958 r. Jedną z atrakcji miał być przedmecz Reprezentacji Orląt z trzecioligową Odrą Krosno Odrzańskie. Mecz Odry zakończył się wygraną Orląt 1:0 (0:0). Strzelcem jedynej bramki z rzutu karnego był bramkarz Buchowiecki.

Sezon 1957 rozpoczął się dla Odry bardzo słabo. Na inaugurację rozgrywek, 31 marca uległa na wyjeździe drużynie Orła Międzyrzecz 2:4. W pierwszej rundzie krośnianie zdobyli zaledwie 4 punkty: za jedno zwycięstwo z Budowlanymi Gozdnica 3:1 i remisy po 2:2 z Promieniem Żary i Lechią Zielona Góra. Trzon ówczesnej drużyny stanowili: Kazimierz Zarzębski, Jerzy Kalinowski, Antoni Pucia (kpt.), Stefan Zieliński, Zenon Chlebowski, Marian Bąk, Edmund Sobczak, Józef Kędzierski, Władysław Oleś, Jan Wylęgała, Roman Kaleta, Władysław Kowalski, Henryk Rakowski, Karol Kuśmierek, Marian Wiciak, Mieczysław Łuczak, Ryszard Zielonka, Marian Sitko, Marian Pieczyński. W drugiej rundzie Odra zyskała dwa punkty w wyniku weryfikacji na 3:0 meczu z Orłem Międzyrzecz i zdołała się utrzymać. Obok problemów natury sportowej pojawiały się również związane z fair play. W listopadzie 1957 r. klub ukarano grzywną w wysokości 400 zł, a indywidualnie Antoniego Pucia na 12 miesięcy dyskwalifikacji za świadome podanie sędziemu fałszywego składu zespołu. Dotyczyło to sierpniowego meczu z Wartą Gorzów Wlkp.      
Pierwszą rundę sezonu 1958 krośnianie rozpoczęli 16 marca wygrywając 2:0 z Iskrą Wymiarki, drugą rundę zainaugurowali 22 czerwca gromiąc na własnym terenie, aż 7:2 Włókniarza Żary. Z pewnością dużą niespodzianką było pokonanie 2:1 w Zielonej Górze miejscowej Lechii. Jednym ze szkoleniowców był wówczas Władysław Rogowski. W 1957 i 1958 rezerwy Odry rywalizowały w B klasie Podokręgu Świebodzin. W kwietniu 1960 r., działacz Odry, późniejszy prezes klubu, Jan Hurynowicz został nagrodzony srebrną odznaką honorową Polskiego Związku Piłki Nożnej. Ten rok jednak, to początek końca wojskowych. W kryzysie pogrążyły się sekcje: siatkówki (nie dopuszczeni do rozgrywek), tenisa stołowego (brak awansu) i boksu. Wszystkie one rok później zostały zlikwidowane. Nawarstwiać zaczęły się problemy kadrowe, zwłaszcza braki szkoleniowców. Ponadto pasmo sukcesów zaczął odnosił lokalny rywal - Wiarus, który bardziej otworzył się na współpracę z cywilnym środowiskiem sportowym. Co ciekawe, na początku lat 60. władze klubu Odra wraz z dowództwem Lubuskiej Brygady WOP, uruchomiły własny ośrodek turystyczno - wypoczynkowy nad jeziorem Moczydło w Osiecznicy.  
Drużyna seniorów, rywalizująca w A-klasie, została we wrześniu 1965 r. wycofana z rozgrywek. Kryzys nie był widoczny, zwłaszcza, że po rundzie jesiennej zespół z dorobkiem 17 punktów prowadził legitymując się także najlepszym atakiem. Mimo że już bez drużyny seniorów, to jednak Odra kontynuowała szkolenie młodzieży. Wyniki osiągane przez zespoły juniorów i trampkarzy były bardzo dobre. W sezonie 1966/1967 juniorzy w grupie II A klasy zajęli II miejsce. W stawce sześciu zespołów wyprzedziła ich tylko Sparta Nietkowice, a trzecie miejsce zajęli juniorzy Tęczy Krosno Odrzańskie. W klasyfikacji trampkarzy (grupa krośnieńska), Odra bezapelacyjnie zwyciężyła nie tracąc żadnej bramki, wyprzedzając Orzeł Międzyrzecz i Piast Sulechów. Wygaszanie działalności klubu sprawił, że młodzi piłkarze Odry rozegrali tylko rundę jesienną sezonu 1967/1968. Juniorzy zajęli ostatnie, czwarte miejsce, nie zdobywając punktu i strzelając jedną bramkę. Nie zawiedli trampkarze, którzy w czterozespołowej grupie musieli uznać wyższość Pogoni Świebodzin. Klub wykreślono z ewidencji decyzją Nr MSW.025/89/66 w dniu 20 lutego 1967 r. 

### Gwardia Krosno Odrzańskie
Gwardia, która powstała w 1946 r., była obok Tęczy najstarszym krośnieńskim klubem sportowym i składała się głównie z funkcjonariuszy MO i UB. Początki, podobnie jak w innych regionach były trudne. Braki sprzętu oraz infrastruktury sprawiały, że piłkarze rozgrywali swoje mecze głównie na łąkach, a zamiast butów piłkarskich używali wojskowych. Mimo mnogości problemów, krośnieński zespół należał do najprężniej działających w regionie. Do wyróżniających się zawodników i działaczy należeli: były bramkarz Warty Poznań Alfons Majewicz, Wł. Pilarczyk, J. i A. Morasiowie, L. i L. Urbanowscy, J. Glapka, Cz. Kwaśniewski, J. Wojtania, J. Florkowski, J. Cieczko. W roku 1947 utworzono sekcję pięściarską, a na początku lat 50. siatkarską. Od końca lat 40. Gwardia coraz bliżej współpracowała z lokalnym oddziałem WOP. Ułatwiało to funkcjonowanie formacji w jednym resorcie, a ponadto stwarzało okazję do uzupełniania składów drużyn piłkarskich o żołnierzy służby zasadniczej. O ile Odra grała przez kilka sezonów na trzecim szczeblu rozgrywek piłkarskich, to Gwardia głównie w A klasie /czwarty szczebel/, ale walczyła także w finale Pucharu Polski na szczeblu okręgu. 

## Nazwy
- 1947 - czerwiec 1950 – Wojskowy Klub Sportowy Odra Krosno Odrzańskie
- lipiec 1950 - styczeń 1957 – Klub Sportowy Gwardia /wchłonięcie Odry przez Gwardię/
- luty 1957 - luty 1967 – Wojskowy Klub Sportowy Odra Krosno Odrzańskie

## Sukcesy
- 6. miejsce w zielonogórskiej Lidze Okręgowej (III poziom): 1959.
- finał Pucharu Polski OZPN Zielona Góra /Gwardia/: 1955/1956.

## Stadion

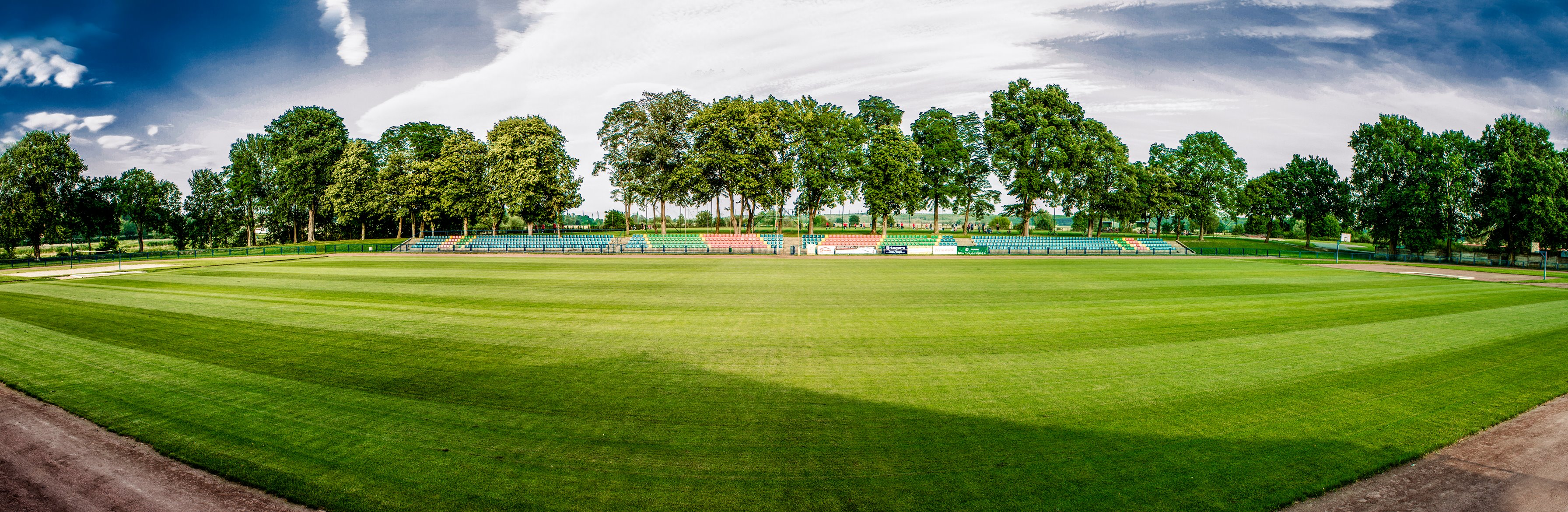
Panorama stadionu Ośrodka Sportu i Rekreacji w Krośnie Odrzańskim.

Odra Krosno Odrzańskie domowe mecze rozgrywała na terenie kompleksu 5 Kresowego batalionu saperów. Gwardia już pod koniec lat 40. podjęła starania o przyznanie boiska "przy dawnej gazowni", czyli obecnego stadionu Ośrodka Sportu i Rekreacji przy ul. Pocztowej. Uchwałą nr 8/50 Miejskiej Rady Narodowej z dnia 25 lutego 1950 r. obiekt ten został przyznany klubowi na okres dziesięciu lat. W dniu 3 kwietnia 1950 r., także Uchwałą MRN nr 14/50 zdecydowano o bezpłatnym użyczeniu sali gimnastycznej (dzisiejsze Centrum Rekreacyjne OSiR), która stanowiła zaplecze techniczne boiska. Stadion nie był remontowany i rozbudowywany, przez co w roku 1955 Miejska Rada Narodowa porozumiała się w tej sprawie z Jednostką Wojskową 1703 (9 Brygada WOP). Dotychczasowy dysponent, wyraził zgodę, na zwrot obiektu i przekazanie go na okres dziesięciu lat LZS (Tęczy) Krosno Odrzańskie. Wcześniej Gwardia, a później Odra rywalizowały już na Stadionie Ośrodka Sportu i Rekreacji w Krośnie Odrzańskim przy ul. Pocztowej 27. Członkowie lokalnych rywali: Tęczy /Wiarusa/ oraz Odry często pracowali przy modernizacji i drobnych remontach. W 1959: "P.K.K.F. łącznie z klubami sportowymi "Wiarus" i "Odra" uporządkowały obiekty sportowe".
Stadion został oficjalnie i uroczyście oddany do użytku 12 września 1958 roku. Dane techniczne obiektu:
- pojemność: 2000 (800 siedzących)
- oświetlenie: brak (oświetlenie – dwie płyty treningowe)
- wymiary boiska: 100 m x 62 m
- rekord frekwencji: 3000 (Wiarus Krosno Odrzańskie – Frankfurt nad Odrą, 1958, (2:2))[27]

## Sezon po sezonie Odry
| Sezon     | Liga                 | Pozycja | Mecze | Punkty | Bramki | Bilans | Uwagi  | Nazwa                     |
| --------- | -------------------- | ------- | ----- | ------ | ------ | ------ | ------ | ------------------------- |
| 1947/1948 | Klasa C (Poznań)     | b.d.    |       |        |        |        |        | Odra Krosno Odrzańskie    |
| 1948/1949 | Klasa C (Poznań)     | b.d.    |       |        |        |        | Awans  | Odra Krosno Odrzańskie    |
| 1949/1950 | Klasa B (Poznań)     | b.d.    |       |        |        |        |        | Odra Krosno Odrzańskie    |
| 1950      | Klasa B (Poznań)     | b.d.    |       |        |        |        |        | Gwardia Krosno Odrzańskie |
| 1951      | Klasa B              | 1       |       |        |        |        | Awans  | Gwardia Krosno Odrzańskie |
| 1952      | Klasa A              | 2       | 12    | 19     | 84:17  | +67    |        | Gwardia Krosno Odrzańskie |
| 1953      | Klasa A              | 4       |       |        |        |        |        | Gwardia Krosno Odrzańskie |
| 1954      | Klasa A              | 5       | 22    | 23     | 59:40  | +19    |        | Gwardia Krosno Odrzańskie |
| 1955      | Klasa A              | 3       | 18    | 22     | 47:26  | +21    |        | Gwardia Krosno Odrzańskie |
| 1956      | Klasa A              | 3       | 18    | 26     | 65:23  | +42    |        | Gwardia Krosno Odrzańskie |
| 1957      | Liga okręgowa        | 8       | 18    | 6      | 18:45  | -27    |        | Odra Krosno Odrzańskie    |
| 1958      | Liga okręgowa        | 7       | 20    | 18     | 39:39  | 0      |        | Odra Krosno Odrzańskie    |
| 1959      | Liga okręgowa        | 9       | 22    | 20     | 35:38  | -3     |        | Odra Krosno Odrzańskie    |
| 1960      | Liga okręgowa        | 6       | 22    | 20     | 37:43  | -6     |        | Odra Krosno Odrzańskie    |
| 1960/1961 | Liga okręgowa        | 12      | 24    | 17     | 29:40  | -11    | Spadek | Odra Krosno Odrzańskie    |
| 1961/1962 | A klasa              | 2       | 22    | 34     | 63:24  | +39    |        | Odra Krosno Odrzańskie    |
| 1962/1963 | A klasa              | 1       | 22    | 35     | 72:28  | +44    | Awans  | Odra Krosno Odrzańskie    |
| 1963/1964 | Liga okręgowa        | 12      | 22    | 14     | 30:47  | -17    | Spadek | Odra Krosno Odrzańskie    |
| 1964/1965 | A klasa gr. północna | 4       | 22    | 32     | 68:26  | +42    |        | Odra Krosno Odrzańskie    |
| 1965/1966 | A klasa gr. północna | 10      | 6     | 3      | 3:10   | -7     |        | Odra Krosno Odrzańskie    |

| Oznaczenie kolorami |
| ------------------- |
| III poziom ligowy   |

## Puchar Polski
- 1955/1956 (OZPN)

Gwardia zakwalifikowała się do finału Pucharu Polski na szczeblu okręgu. Jej przeciwnikiem był Włókniarz Zielona Góra. Krośnianie ulegli 1:3, a Włókniarz na szczeblu centralnym został rozgromiony przez Gwardię Warszawa 1:12.  
Historia meczów derbowych Odry Krosno Odrzańskie i Tęczy (Wiarusa) Krosno Odrzańskie w III lidze /wówczas liga okręgowa/:
| Data | Mecz          | Zwycięzca | Liga          | Wynik | Strzelcy                                     |
| ---- | ------------- | --------- | ------------- | ----- | -------------------------------------------- |
| 1960 | Odra – Wiarus | Odra      | liga okręgowa | 3:1   | Kitowski 3 /Odra/ Wawrzyniak /Wiarus/        |
| 1961 | Wiarus – Odra | Wiarus    | liga okręgowa | 2:1   |                                              |
| 1963 | Odra – Wiarus | –         | liga okręgowa | 2:2   | Baranowski i Jamroz /Wiarus/ Cebula 2 /Odra/ |
| 1964 | Wiarus – Odra | Wiarus    | liga okręgowa | 2:1   | Nester i Baranowski /Wiarus/ Mańko /Odra/    |

- Bilans meczów Odra /Gwardia/ Krosno Odrzańskie –Tęcza /Wiarus/ Krosno Odrzańskie: 1 wygrana Odry – 1 remis – 2 wygrane Tęczy.
- Bilans bramek: 7:7
- Ogółem 4 mecze

## Władze klubu Odra Krosno Odrzańskie[14]
| L.p. | Władze klubu | Okres trwania kadencji  |
| ---- | --- | ----------------------- |
| 1.   | b.d. | 1947 – 1957             |
| 2.   | Prezes Edward Roland – Gapik I wiceprezes Roman Szołomiak II wiceprezes Jan Szynal III wiceprezes Hanna Kmiecik sekretarz Ryszard Dziurla | 15.02.1957 – 05.04.1957 |
| 3.   | Prezes Mikoszewski wiceprezes Jan Szynal wiceprezes Władysław Rogowski wiceprezes Maciejewski sekretarz Janowski skarbnik Zdanowicz       | 05.04.1957 – 12.12.1961 |
| 4.   | Prezes Bronisław Holak wiceprezes Józef Kubera sekretarz Ryszard Machalski                                                                | 12.12.1961 – 17.02.1962 |
| 5.   | Prezes Jan Hurynowicz wiceprezes Eugeniusz Droński sekretarz Marian Stachowiak skarbnik Teodor Skop                                       | 17.02.1961 – 29.10.1964 |
| 6.   | Prezes Zdzisław Łukasiewicz wiceprezes Jan Szynal wiceprezes Jan Hurynowicz sekretarz Stanisław Satuła skarbnik Stanisław Sejda           | 29.10.1964 – 20.02.1967 |